# Gewone tapijtkever
De gewone tapijtkever of het museumtorretje (Anthrenus verbasci) is een kever uit de familie spektorren (Dermestidae). De dekschilden zijn met grijze, gele en bruine vlekken bedekt. De kever wordt zo'n vijf millimeter lang. De larven zijn wat groter en kunnen twaalf millimeter lang worden.

## Voeding
De gewone tapijtkever heeft zijn naam te danken aan zijn voedingspatroon als larve. Van nature zijn de larven van deze kever gespecialiseerde aaseters, die zich voeden met haar en veren. Dierlijke producten zoals wol, leer, veren, textiel en bont zijn dan ook niet veilig voor de larven. In de natuur wordt de larve vooral in vogelnesten aangetroffen. De volwassen kevers zetten hun eitjes af in voor de larve voedselrijke gebieden en zijn daarom in musea zeer gevreesd. De larven kunnen zich door zeer kleine kieren heen werken. Gewone tapijtkevers zijn de belangrijkste en gevaarlijkste bedreiging voor insectencollecties en opgezette dieren. Door het meeliften op textielproducten tijdens export is de kever wereldwijd verspreid geraakt.
De volwassen kevers zijn minder gevaarlijk. Zij voeden zich vooral met stuifmeel en nectar van bloemen.

## Levensloop
De gewone tapijtkever heeft een volledige gedaanteverwisseling, dat wil zeggen ei-larve-pop-imago. De tijdsduur van elk stadium hangt af van de temperatuur en de luchtvochtigheid van de omgeving. De stadia duren respectievelijk ongeveer 6-35 dagen, 2-12 maanden, 5-19 dagen en 7-41 dagen.
Gewoonlijk wordt er één generatie per jaar geboren. Tijdens een warme en vochtige zomer kan het aantal generaties echter oplopen tot drie.

## Bestrijding
Wanneer een plaag in een gebouw ontdekt wordt is het belangrijk om eerst de bron te zoeken. Vaak ligt er ergens een dood dier in huis of komen de kevers uit een vogelnest dat onder de dakgoot zit en waarbij de kevers via een kier het huis binnenkomen.
In collecties kunnen de dieren behalve chemisch, ook worden bestreden door de objecten te verwarmen, te behandelen in klimaatkamers met weinig zuurstof of enige etmalen in te vriezen. Kleding kan ook op zestig graden gewassen worden, dan zijn na dertig minuten zowel de kevers als de eitjes gedood.

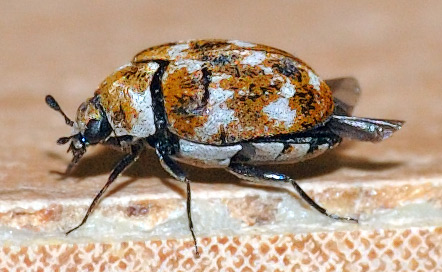
Gewone tapijtkever
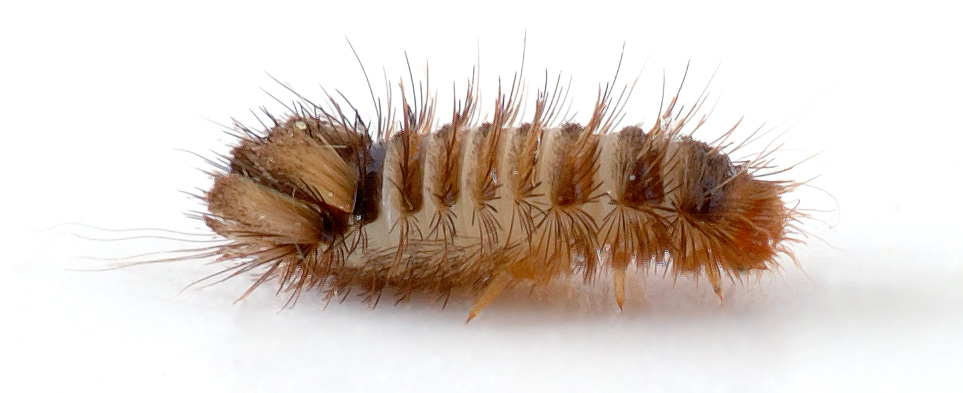
Larve (zijaanzicht)
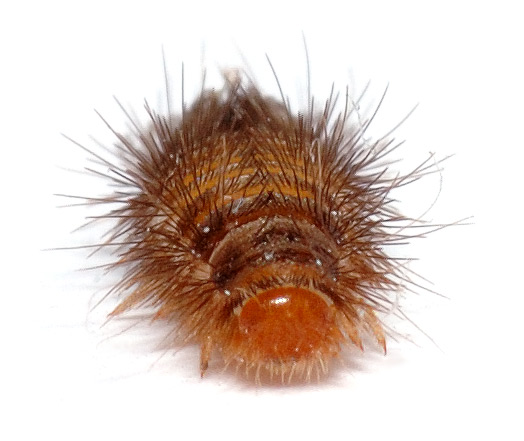
Larve (voorzijde)
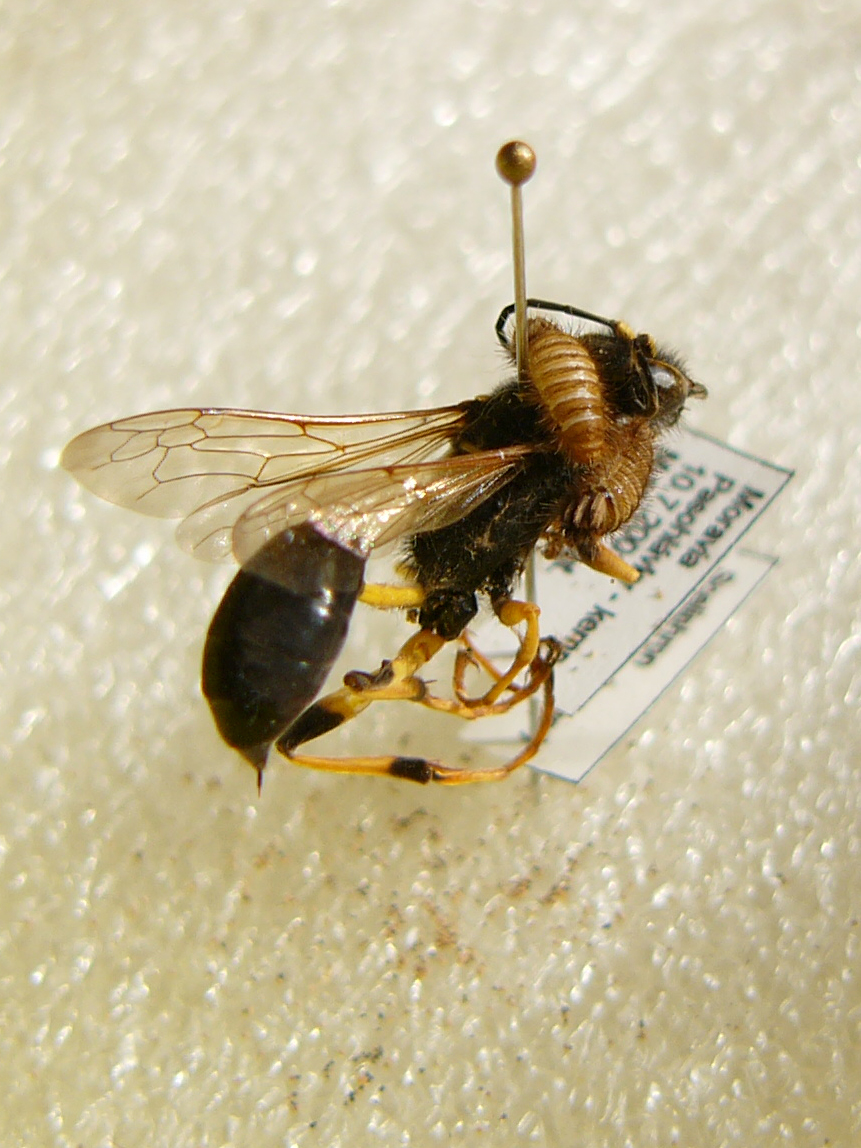
Twee larven vreten een wesp aan in een collectie

## Trivia
Mensen kunnen in zeldzame gevallen ook last krijgen van de gewone tapijtkever. Het Scandinavian Journal of Gastroenterology maakte in 1998 melding van een door museumkevers veroorzaakt geval van proctitis en ondraaglijke jeuk rondom de anus.